# Ammerschwihr
Ammerschwihr (en alsacià Ammerschwihr) és un municipi francès, situat a la regió del Gran Est, al departament de l'Alt Rin. L'any 2006 tenia 1.875 habitants.

## Demografia
| 1962  | 1968  | 1975  | 1982  | 1990  | 1999  |
| ----- | ----- | ----- | ----- | ----- | ----- |
| 1.341 | 1.405 | 1.448 | 1.562 | 1.869 | 1.892 |

## Administració
| Període   | Identitat          | Partit |
| --------- | ------------------ | ------ |
| 1986-2001 | Bernard Rosé       |        |
| 2001-     | Jean-Marie Fritsch |        |